# Похід Пилипа Орлика на Правобережну Україну (1711)

Схема походу Пилипа Орлика на правобережну Україну, 1711 р. Червоним позначено шлях наступу, синім — шляхи відходу військ

Похід Пилипа Орлика на Правобережну Україну — військовий похід гетьмана Пилипа Орлика на Правобережну Україну у січні-березні 1711 року з метою визволення її території від московських військ та з метою відновлення гетьманської влади.
Через неналежну підготовку, невдало обраний час, та через зраду татарських союзників, похід завершився поразкою військ Орлика та призвів до втрати підтримки гетьмана серед українського населення.

## Передумови
Поразка шведських та козацьких військ під Полтавою, каральна експедиція московських військ в Україну та знищення Запорозької Січі, що відбулися у 1709 р., радикально змінили розклад сил на території України. Після військової поразки гетьман Іван Мазепа з козацькою старшиною був змушений емігрувати до Бендер, на територію Османської імперії, де й помирає у вересні 1709 р.
Через півроку після смерті Мазепи, 5 квітня 1710 р. у Бендерах старшина обирає новим гетьманом у вигнанні Пилипа Орлика. Обрання відбулося в присутності запорожців, генеральної старшини, козацтва, а також турецького султана і шведського короля.
Карл XII навіть після поразки під Полтавою, не мав намір залишати боротьбу у Східній Європі, та задумав нову операцію, що мала намір закріплення України за Пилипом Орликом, та Польщі за Станіславом Лещинським. Правобережна Україна, а почасти й Лівобережжя та Слобожанщина, мали стати тереном акції, що, в разі успіху, повинна була б бути поширена й на Польщу.
Османська влада, стурбована наближенням Росії до її кордонів також цілком підтримувала проведення цієї операції.
За підтримки Карла XII Пилип Орлик вступає в союз із кримськими татарами та Османською імперією, і 8 листопада 1710 року остання, підтримуючи гетьмана Орлика, оголошує війну Росії.
Турецьке військо на чолі з великим візиром Нуман-пашею виступило у похід. Проте війська просувались дуже повільно, й дійшли Дунаю тільки в середині червня 1711.
До створеного союзу увійшли запорожці, шведи та татари. Напередодні походу між еміграційним урядом Пилипа Орлика та Кримським ханатом було підписано Кайрський договір про оборонно-наступальний військовий союз. Значною дипломатичною заслугою Орлика було те, що йому вдалося зобов'язати татар при вступі на українську територію не брати ясиру — полонених, не грабувати церков і, не робити насильства.

## Рейд татар на Слобожанщину
Як частина загального плану у січні 1711 р. татарський хан Девлет Ґерай пішов з головними силами (приблизно 50 тисяч кримської орди) на Слобожанщину, маючи при собі кількасот запорожців.
Кримське військо на Слобожанщині майже не відчувало спротиву. Невеличкі залоги, в укріплених містах і містечках Харківського полку, не могли утриматися. Генерал Шидловський, якому було доручено оборону Слобожанщини від татар, не прибув ще навіть до Харкова. Населення й козацтво було частково залякано, частково не виявляло ворожнечі до татар, особливо, бачачи в татарських лавах невелику кількість запорожців.
Наприклад містечко Водолаги Харківського полку не чинило спротиву, навпаки, винесло татарам хліб і сіль; інші, як Мерефа й Таранівка — намагалися оборонятися та були взяті штурмом.
Не дійшовши до Харкова, хан несподівано повернув назад до ріки Самари, де обложив дві укріплені фортеці: Новосергіївську та Новобогородицьку. Новосергіївські козаки зі старшинами добровільно піддалися татарам, передаючи в їхні руки московську залогу міста: одного капітана й 80 жовнірів. Гарнізон Новобогородицької фортеці вперто оборонявся, так, що хан мусів зняти його облогу.
Спочатку закріпившись на Самарі, хан вже в березні рушив назад: 13(24) березня, як подає кореспонденція з Бендер, він знову був у Криму.
Ідучи назад до Криму, Девлет Ґерай залишив близько 1000 чоловік козацько-татарської сторожі на Самарі та залишив невелику залогу у Новосергіївській фортеці, обіцяючи на весну знову повернутися на Україну.
Одразу ж після відступу татар, гетьман Лівобережної України Іван Скоропадський, зайняв цей важливий форпост на південному сході України, при чому козаків, що добровільно перейшли до кримського хана, було страчено.
Татарський рейд мав шкідливі наслідки для репутації Орлика — після набігу татар гетьман не міг розраховувати на будь-яку підтримку з боку жителів Лівобережної України та Слобожанщини.

## Основний похід
Шведський король брав на себе зобов'язання вести війну доти, поки Україна не буде визволена від московського панування, а турки і татари обіцяли свою допомогу у цій боротьбі. Пилип Орлик дуже добре підготувався до походу. Він розсилав листи-універсали в яких закликав до повстання народу проти влади московського царя. Народ же підтримав Орлика і один за одним міста Правобережжя переходили під владу гетьмана. Пилип Орлик також надіслав листа із закликом до боротьби гетьману Лівобережжя Івану Скоропадському, що дуже налякало московський уряд і Петра І.

### Виступ військ
11 або 12 лютого 1711 р. Пилип Орлик розпочинає основну частину операції, і армія вирушає з Бендер.
Татарська частина армії складалася з буджацької та білгородської орди (20—30 тисяч), на чолі якої стояв син кримського хана — султан Галга (калга-султан).
Поляки (прихильники Станіслава I Лещинського) виступили під командою київського воєводи Юзефа Потоцького та старости Галецького. Запорожці йшли під командою Костя Гордієнка. Разом поляки і запорожці мали 6—7 тисяч людей.
В складі армії також була невелика кількість шведів (близько 30 старшин). Головнокомандувачем був Пилип Орлик, Карл XII деякий час супроводжував армію, після чого повернувся до Бендер.

### На Правобережжі
Біля Рашкова армія перейшла на територію Правобережної України і швидко почала посуватися наперед. Юзеф Потоцький наполягав на просуванні у напрямку Литви. Ще у першій половині лютого вона розмістилася в широкому районі між Немировим, Брацлавом і Вінницею: у Вінниці осів калга-султан; біля Немирова зосередилися козаки й поляки. Спротиву армії з боку московсько-козацьких сил не було: генерал Волконський і підлеглий йому генерал Відман, що стояли на кордонах Молдавії, відступали без бою, охороняючи спочатку Кам'янець та відступаючі пізніше через Бердичів на Київ.
Другу половину лютого союзна армія відпочивала після швидкого переходу.
У цій фазі походу ситуація складалася дуже добре для Орлика. Суспільство та майже всі правобережні полки, за винятком декількох сотень Білоцерковського полку, перейшли до лав його армії.
Важливим для позитивної реакції населення було не тільки незадоволення московською владою та своїми полковниками, а й те, що велика та різнорідна армія не дозволяла знущання та грабежі населення. Це було велике досягнення Пилипа Орлика, який розумів, що від цього цілком залежить успіх всієї кампанії.
У листі до Я. Брюса Г. Долгоруков коментує цей момент: «А султанъ, ханскій сывъ, и воєвода кіевскій около Немирова обрътаются. Которые, кромъ провіанту и фуражу, полону не беруть и никакого разоренія, какъ въ нашихъ краяхъ въ Украинъ, такъ и въ здъшнихъ мъстахъ, не чинягъ, токмо поступаютъ факціями; знатно, что хотятъ прельстить поляковъ и казаковъ къ своей стороне».
На цьому етапі походу постачання для армії було достатнім: населення не відмовляло в постачанню фуражу й провіанту, султан також привіз із собою деякі запаси.

### Реакція з боку Московії
Московська влада була дуже стурбована перебігом подій. Київський губернатор, князь Д. М. Голіцин пише «сей бокъ, кромъ Бълоцерковскаго полку, весь былъ въ измънъ»
Брат губернатора М. М. Голіцин, що командував спільними козацько-московськими силами на Правобережжі у листі до Петра І пише «Весьма черкасы намъ небезопасны, по нынешнему времени, дабы непріятелю не поддались, и так нынъ въ Немировъ и въ Бреславлъ отъ нихъ показалось, что безъ всякой противности оные замки воеводъ кіевскому отдали, такожде и по другимъ деревнямъ, которыя по околичностий, Бреславля и Немирова, съ доброжелательствомъ непріятелямъ провіант даклъ и отъ нихъ не бътутъ»

### Бій під Лисянкою
Наприкінці лютого або на початку березня союзна армія продовжила рух. Вона взяла напрямок на єдиний ще поважний московський форпост на Правобережній Україні — Білу Церкву.
Але армія рухалася не прямою дорогою, а спочатку на схід, до Звенигородки, а звідти — на північний захід, на р. Рось. Ціль була, очевидно, взяти цілу Правобережну Україну в свої руки аж по самий Дніпро: для того захоплення Білої Церкви було конечним.
Проти полків Пилипа Орлика виступило військо під командуванням генерального осавула Степана Бутовича, яке було розбите в бою під Лисянкою, самого осавула було взято в полон. Гетьмана підтримав повсталий український народ.
Перемога під Лисянкою мала значний резонанс. Українські міста, в тому числі й полкові — Богуслав і Корсунь, здалися без бою. Наступника Мазепи у його прагненні поширити свою владу на Правобережжя підтримали полковник Богуславського полку Самійло Іванович (Самусь), полковник Корсунського полку — Андрій Кандиба, полковник Уманського полку — Іван Попович та полковник Канівського полку — Данило Ситинський. Цьому сприяли листи-універсали П.Орлика «до войовничого малоросійського народу» із закликом виступати проти московського царя. Один із них був виданий гетьманом 9 березня 1711 року в м. Лисянці.
Універсали Пилипа Орлика мали розголос по всій території Правобережжя й розповсюджувалися до володінь Переяславського полку включно. Перебуваючи під враженням успішних бойових маневрів та переходу на його бік козацьких зверхників, гетьман повідомляв короля Швеції Карла ХІІ, що його військо зросло більш ніж уп'ятеро.

### Облога Білої Церкви
Після перемоги під Лисянкою дорога на Білу Церкву стала вільною. Цього разу армія рухалась повільно так, що опинилась неподалеку Білої Церкви приблизно 18 березня.
Під час просування армії вже у районі Синяви — Рокитного, в армії почалися проблеми з провіантом. У зв'язки з цим посилилися реквізиції у населення. У наслідок цих труднощів захиталася дисципліна — не тільки татари, але й поляки допускалися насильства над мирним населенням.
У таких складних умовах армія ще тиждень витратила на переправу через Рось — гребля та міст біля Синяви були зруйновані, та їх доводилося направляти за допомогою місцевого населення.
Облога Білої Церкви розпочалася лише 25 березня. Місто було добре укріплено, у ньому перебував московський гарнізон. Фортеця була добре забезпечена всім потрібним для тримання облоги; ще незадовго до приходу Орликової армії були довезені бойові припаси та провіант. Залога Білої Церкви була невелика: вона складалася з 500 росіян, що були під командою полковника Анненкова, та частини білоцерківських козаків полковника Танського, вірних московському цареві. Сили Орлика на той момент складали близько 10 тис. запорожців та приєднавшихся до нього правобережних козаків, а також татари і поляки.
Розпочалася облога міста, але кількість атакуючих сама собі не грала при облозі фортеці значної ролі: татарсько-польська кіннота не могла допомогти при облозі, і все залежало від того, чи вдасться Орликові з тими технічними засобами, що були в нього в руках, здобути фортецю. В армії Орлика майже не було артилерії — на цілу армію припадало 4—5 гарматок. З ними, безперечно, не можна було осягнути потрібного для здобуття фортеці ефекту
Незважаючи на зайняття самого міста, гарнізон фортеці успішно відбивав всі атаки армії Орлика. Два рази протягом другого й третього дня облоги козаки намагалися, закріпившись у нижньому городі та поробивши шанці, атакувати самий замок, але не мали успіху.
Жоден із штурмів не був успішним, бо гарнізон мав достатню кількість боєприпасів і сильну артилерію.

### Зрада татар
Три доби облоги фортеці (25—27 березня) не дали результату. Невдоволеність татар зростала — молодий і недосвідчений султан не міг довго тримати в покорі орду, яка вимагала дозволу на взяття ясиру. Незадоволення татар з одного боку підсилювала нестача провіанту для людей та коней, а з другого — наближення весни, розтавання снігів та розливу річок, що зводило нанівець мобільність татарського війська у разі наближення московської армії.
Не бачачи прогресу у штурмі фортеці, татарська армія знялася з місця, та розкинувши свої загони майже до Дніпра рушила на південь до Бугу, беручи ясир, та руйнуючи поселення. Орлик кинувся за ними, благаючи султана повернутися або дати йому хоч 10 тис. татар для продовження війни, але отримав відмову.
Зрада татар мала катастрофічні наслідки для всього походу: правобережне козацтво, що приєдналося до Орлика, почувши, що татари плюндрують села й містечка та беруть людей у ясир кинулося рятувати своїх близьких. Армія з кожною годиною маліла.

### Відступ армії Орлика
У наслідку катастрофічного зменшення армії довелося припинити облогу Білої Церкви та відтягнути решки війська до Фастова. З Фастова поляки вирушили у напрямку Полісся, а Пилип Орлик з залишками армії у 3 тис., відійшов до Бендер, звідки й починався похід.
Московська дивізія князя М.Голіцина, просуваючись від Києва через Трипілля на Білу Церкву, не встигла узяти участи в подіях. Лише передовий загін Волконського відбив значну партію полонених від якогось татарського загону.

## Наслідки
Провал походу мав тяжкі наслідки для самого Орлика та для україно-шведської орієнтації, яку він проводив у життя. Репутація гетьмана серед населення Правобережної України була знищена завдяки діям татар, надія на підтримку з боку Лівобережжя та Слобожанщини також була втрачена через спланований татарський рейд, що почався в січні.
Гетьман намагався загоїти рани, завдані татарами Правобережній Україні — він просив турецького султана про поворот полонених українців, що той і наказав зробити бендерському баші.
Уже навесні 1711 року московське військо під проводом Бориса Шереметьєва почала рух у напрямку межиріччя Дністра та Прута, розпочавши Прутський похід 1711 року. Пилип Орлик та запорожці також брали участь у Прутській кампанії влітку 1711 року на боці Туреччини.